# Tirumala petiverana
Tirumala petiverana is een vlinder uit de onderfamilie van de Danainae van de familie van de Nymphalidae.
De wetenschappelijke naam van de soort is, als Danais limniace var. petiverana, voor het eerst gepubliceerd in 1847 door Edward Doubleday.

## Verspreiding
Deze soort komt voor in een groot deel van tropisch Afrika waaronder Senegal, Guinee-Bissau, Guinee, Sierra Leone, Burkina Faso, Ivoorkust, Ghana, Togo, Benin, Nigeria, Kameroen, Gabon, Centraal Afrikaanse Republiek, Soedan, Ethiopië, Congo-Kinshasa, Oeganda, Kenia, Tanzania, Angola, Zambia, Mozambique, Zimbabwe, Botswana, Namibië en Zuid-Afrika.

## Habitat
De soort kan worden aangetroffen in open plekken in bossen en vochtige savannes. De vlinders foerageren vaak op bloeiende acacia's en bijvoorbeeld ook op Crotalaria om pyrollizidine alkaloïden op te nemen. Daarmee worden ze giftig voor hun natuurlijke vijanden.

## Waardplanten
De rups leeft op diverse soorten van de maagdenpalmfamilie (Apocynaceae) zoals Pergularia daemia, Hoya en Marsdenia.